# Liste der Monuments historiques in Clam (Charente-Maritime)
Die Liste der Monuments historiques in Clam (Charente-Maritime) führt die Monuments historiques in der französischen Gemeinde Clam auf.

## Liste der Objekte
| Bezeichnung | Beschreibung          | Standort                       | Kennzeichnung | Schutzstatus | Datum | Bild |
| ----------- | --------------------- | ------------------------------ | ------------- | ------------ | ----- | ---- |
| Glocke      | Bronze, 1629 gegossen | in der Kirche St-Martin (Lage) | PM17000075    | Classé       | 1908  |      |